# Alfried-Krupp-Wissenschaftspreis
Der Alfried-Krupp-Wissenschaftspreis wurde von der Krupp-Stiftung im Jahr 1998 in Erinnerung an ihren Stifter Alfried Krupp von Bohlen und Halbach eingerichtet. Der mit jeweils 52.000 Euro dotierte Preis wurde bis 2006 alle zwei Jahre an Wissenschaftler in den Geistes-, Rechts- und Wirtschaftswissenschaften sowie den Natur- und Ingenieurwissenschaften vergeben.

## Preisträger
- 1998: Rudolf Smend, evangelischer Theologe; Dieter Oesterhelt, Biochemiker
- 2000: Friedrich Hirzebruch, Mathematiker; Konrad Repgen, Historiker
- 2002: Wolfgang Frühwald, Germanist; Theodor W. Hänsch, Physiker; Herbert Walther, Physiker
- 2004: Hermann Lübbe, Philosoph (Zürich); Bert Hölldobler, Biologe (Würzburg)
- 2006: Jan Assmann, Ägyptologe (Heidelberg/Konstanz); Eberhard Zeidler, Mathematiker (Leipzig)